# 1880 aux Territoires du Nord-Ouest
Chronologie des Territoires du Nord-Ouest
- 1876
- 1877
- 1878
- 1879
- 1880
- 1881
- 1882
- 1883
- 1884

Cette page concerne les événements survenus en 1880 dans le territoire canadien des Territoires du Nord-Ouest.

## Politique
- Premier ministre : David Laird (Lieutenant-gouverneur des Territoires du Nord-Ouest)
- Commissaire :
- Législature :

## Événements
- Le Royaume-Uni cède au Canada la souveraineté sur les îles de l'archipel arctique. Elles sont intégrées aux Territoires du Nord-Ouest.